# Мохамед Еіса Ісмаїл Дахаб
Мохамед Еіса Ісмаїл Дахаб (англ. Mohamed Eisa Ismail Dahab) — суданський дипломат. Надзвичайний і Повноважний Посол Судану в Україні (з 2018).

## Життєпис
У 2003 — заступник посла, повноважний міністр Посольства Судану в Кампалі, Уганда.
У 2010—2014 рр. — Надзвичайний і Повноважний Посол Судану в Аккрі, Гана.
З 2017 — Надзвичайний і Повноважний Посол Судану в Києві, Україна.
10 січня 2018 року — вручив вірчі грамоти Президенту України Петру Порошенку.